# Paul Nolte

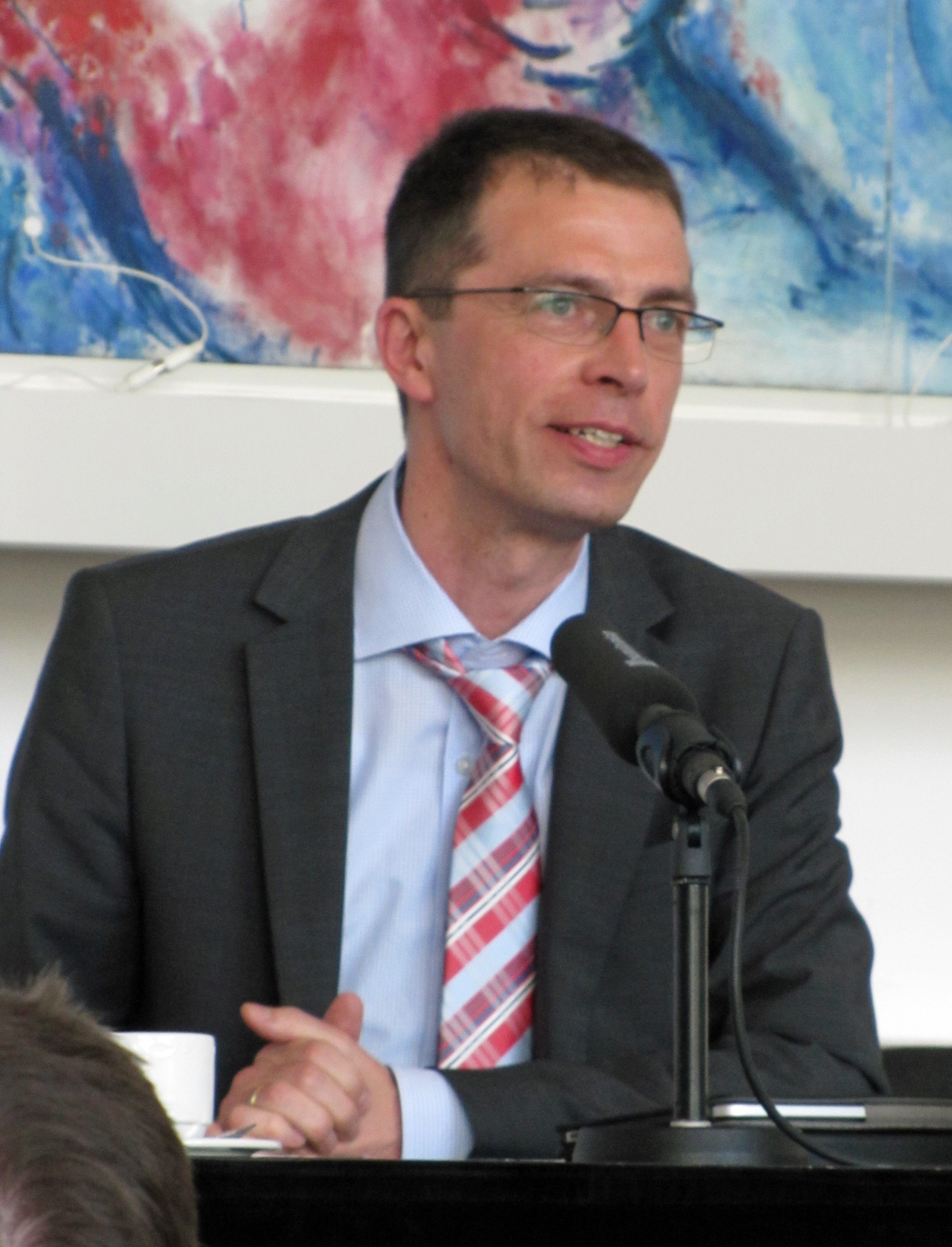
Paul Nolte, 2012 in Frankfurt am Main

Paul Nolte (* 28. April 1963 in Geldern) ist ein deutscher Historiker, Publizist und Professor am Friedrich-Meinecke-Institut der Freien Universität Berlin. Er war Präsident der Evangelischen Akademie zu Berlin.

## Leben und Wirken
Paul Nolte studierte Geschichtswissenschaft und Soziologie an den Universitäten Düsseldorf, Bielefeld und an der Johns Hopkins University in Baltimore/USA, wurde 1993 promoviert, war Assistent von Hans-Ulrich Wehler und habilitierte sich 1999 für Neuere Geschichte in Bielefeld. 1993 bis 1994 arbeitete Paul Nolte als German Kennedy Memorial Fellow an der Harvard University, 1998 bis 1999 als Fellow am Wissenschaftskolleg zu Berlin. Ab 2001 lehrte er als Professor für Geschichte an der privaten Jacobs University Bremen. Seit 2005 ist Paul Nolte Professor für Neuere Geschichte mit Schwerpunkt Zeitgeschichte am Friedrich-Meinecke-Institut der Freien Universität Berlin. Sein Augenmerk gilt insbesondere der deutschen, amerikanischen und vergleichenden Politik- und Sozialgeschichte des 18. bis 20. Jahrhunderts.
2012/13 war Nolte Fellow am Historischen Kolleg in München. Im Hochschuljahr 2016/17 war er als Richard von Weizsäcker-Fellow zu Gast am St Antony’s College der University of Oxford. Er ist mit der Historikerin Monika Wienfort verheiratet.
Paul Nolte ist Mitherausgeber verschiedener Buchreihen. Er ist einer der drei geschäftsführenden Herausgeber der Zeitschrift Geschichte und Gesellschaft: Zeitschrift für Historische Sozialwissenschaft und hatte bis 2023 deren Redaktionsleitung inne. Nolte beschäftigt sich mit zeit- und gesellschaftskritischen Analysen sowie mit Essays und Artikeln in diversen Zeitungen und Zeitschriften.
Durch eine Wertedebatte, die Nolte mit seinen Publikationen anstoßen will, zielt Paul Nolte auf eine Neuordnung konservativer Werte in Deutschland ab. Aufgrund dessen zählten ihn die Medien zu den Vertretern eines deutschen Neokonservatismus. Er selbst bezeichnet sich als „neokonservativ mit Sympathie für schwarz-grüne Bündnisse“. Von rechtskonservativen deutschen Historikern wie seinem Namensvetter Ernst Nolte, der die Entstehung der nationalsozialistischen Schreckensherrschaft als Folge eines bürgerlichen Gefühls der Bedrohtheit durch die kommunistische Bewegung seit 1917 deutet, grenzte er sich noch als Student in den 1980er Jahren während des Historikerstreits in einem Leserbrief an die FAZ ab, indem er in Bezug auf Ernst Nolte schrieb: „leider mein Namensvetter“.
Größere Aufmerksamkeit erhielt der Begriff Unterschichtenfernsehen aus Noltes Buch Generation Reform, den zuerst Titanic und später Harald Schmidt in seiner gleichnamigen Late Night Show der ARD aufgegriffen hatte.
Von 2009 bis 2021 war Nolte (ehrenamtlich) Präsident der Evangelischen Akademie zu Berlin. Zwischen religiösem Glauben und Vernunft sieht er keinen Widerspruch. Es sei „ein Missverständnis, Darwins Evolutionstheorie oder die Entdeckung ferner Galaxien würden Religion und Glauben widerlegen und damit letztlich zum Verschwinden bringen. Historisch ist das ein Denkprodukt des 19. Jahrhunderts, in dessen Bann noch heute ein Richard Dawkins ebenso steht wie bestimmte Berliner Atheistenmilieus.“ Auch habe sich Glaube beispielsweise in der Theologie als Wissenschaft und Kulturleistung zur Vernunft gemacht. „So gesehen mag es vernünftig sein zu glauben. Aber es bleibt Glaubenssache.“
Nolte ist seit 2022 Vorsitzender des Wissenschaftlichen Beirats der Stiftung Bundespräsident-Theodor-Heuss-Haus in Stuttgart.

## Publikationen (Auswahl)

### Autor
- Gemeindebürgertum und Liberalismus in Baden 1800–1850. Vandenhoeck & Ruprecht, Göttingen 1994, ISBN 3-525-35765-6 (zugl. Diss., Bielefeld 1993).
- Die Ordnung der deutschen Gesellschaft. Selbstentwurf und Selbstbeschreibung im 20. Jahrhundert . C.H. Beck, München 2000, ISBN 3-406-46191-3 (zugl. Habil.-Schrift, Bielefeld 1999).
- Darstellungsweisen deutscher Geschichte. Erzählstrukturen und „master narratives“ bei Nipperdey und Wehler. In: Christoph Conrad, Sebastian Conrad (Hrsg.): Die Nation schreiben. Geschichtswissenschaft im internationalen Vergleich. Vandenhoeck & Ruprecht, Göttingen 2002, ISBN 3-525-36260-9, S. 236–268.
- Generation Reform. Jenseits der blockierten Republik. C.H. Beck, München 2004, ISBN 3-406-51089-2.
- Riskante Moderne. Die Deutschen und der neue Kapitalismus. C.H. Beck, München 2006, ISBN 3-406-54084-8.
- Der Wissenschaftsmacher. Reimar Lüst im Gespräch mit Paul Nolte, C.H. Beck, München 2008, ISBN 3-406-56892-0.
- Religion und Bürgergesellschaft. Brauchen wir einen religionsfreundlichen Staat? Berlin University Press, Berlin 2009, ISBN 3-940432-64-4.
- Was ist Demokratie? Geschichte und Gegenwart. C.H. Beck, München 2012, ISBN 978-3-406-63028-6 (Rezension).
- Transatlantische Ambivalenzen. Studien zur Sozial- und Ideengeschichte des 18. bis 20. Jahrhunderts. De Gruyter Oldenbourg, München 2014, ISBN 3-11-035918-9 (Rezension).
- Hans-Ulrich Wehler. Historiker und Zeitgenosse. C.H. Beck, München 2015, ISBN 3-406-68294-4.
- Lebens Werk. Thomas Nipperdeys „Deutsche Geschichte“. Biographie eines Buches. C.H. Beck, München 2018, ISBN 978-3-406-72141-0.

### Herausgeber
- Transatlantic Democracy in the Twentieth Century. Transfer and Transformation (= Schriften des Historischen Kollegs. Kolloquien. Bd. 96). De Gruyter/Oldenbourg, Berlin/Boston 2016, ISBN 978-3-11-048970-5 (Digitalisat).
- mit Manfred Hettling, Frank-Michael Kuhlemann, Hans-Walter Schmuhl: Perspektiven der Gesellschaftsgeschichte. C.H. Beck, München 2000, ISBN 3-406-46166-2.